# Rødovre
Rødovre este o localitate din estul Danemarcei, sediul administrativ al comunei Rødovre din regiunea Hovedstaden.

## Personalități născute aici
- Brigitte Nielsen (n. 1963), fotomodel, cântăreață, actriță, moderatoare de televiziune.